# Pristimantis adnus
Pristimantis adnus es una especie de anfibio anuro de la familia Craugastoridae. Esta especie es endémica de la provincia de Darién en Panamá. Se encuentra a aproximadamente a 700 m de altitud al pie del Cerro Piña en la Serranía del Sapo.

## Publicación original
- Crawford, Ryan & Jaramillo, 2010 : TIENE new species of Pristimantis (Anura: Strabomantidae) from the Pacific coast of the Darien Provincia, Panamá, with ha molecular analysis of its phylogenetic posición. Herpetologica, vuelo. 66, no 2, p. 192-206 (texto integral).